# Mercedes-Benz W638
Mercedes-Benz W638 — сімейство невеликих фургонів і мікроавтобусів, що виготовлялися компанією Mercedes-Benz з 1996 ро 2003 рік. Він продавався як комерційний автомобіль під назвою Vito, і в сегменті легкових автомобілів як V-клас.
Він є наступником MB 100. W 638 має поперечно встановлений передній двигун і приводиться в рух передніми колесами. Він випускався з 1996 по 2003 роки на заводі Vitoria-Gasteiz в Іспанії. Наступником стала серія W 639. У 1996 році Vito був визнаний фургоном року. Він мав стати конкурентом Volkswagen Transporter (T4) (1990–2003).

## Історія

### Розробка
Розробка концепції та дизайну майбутнього мінівену розпочалася ще у 1990-х роках. Керівником проекту було призначено Майкла Мауера, який курирував процеси з 1989 по 1991 рік. Остаточний дизайн був обраний керівництвом компанії та запатентований у лютому 1993 року.

### Прем'єра (1995)

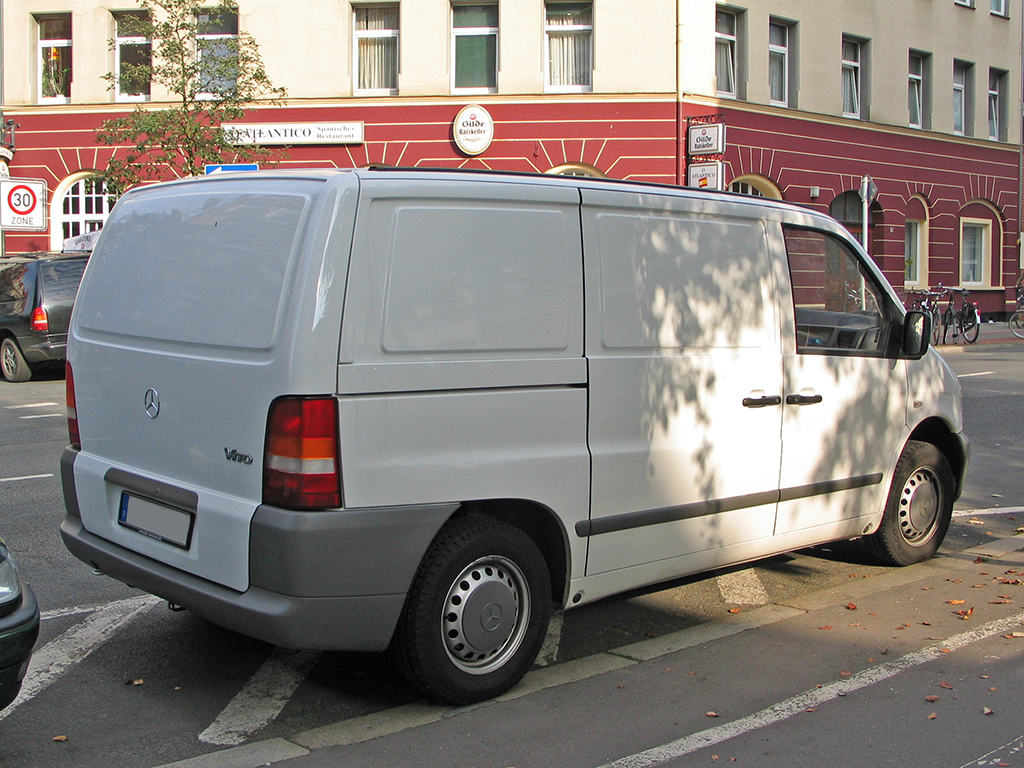
Mercedes-Benz Vito 108 CDi

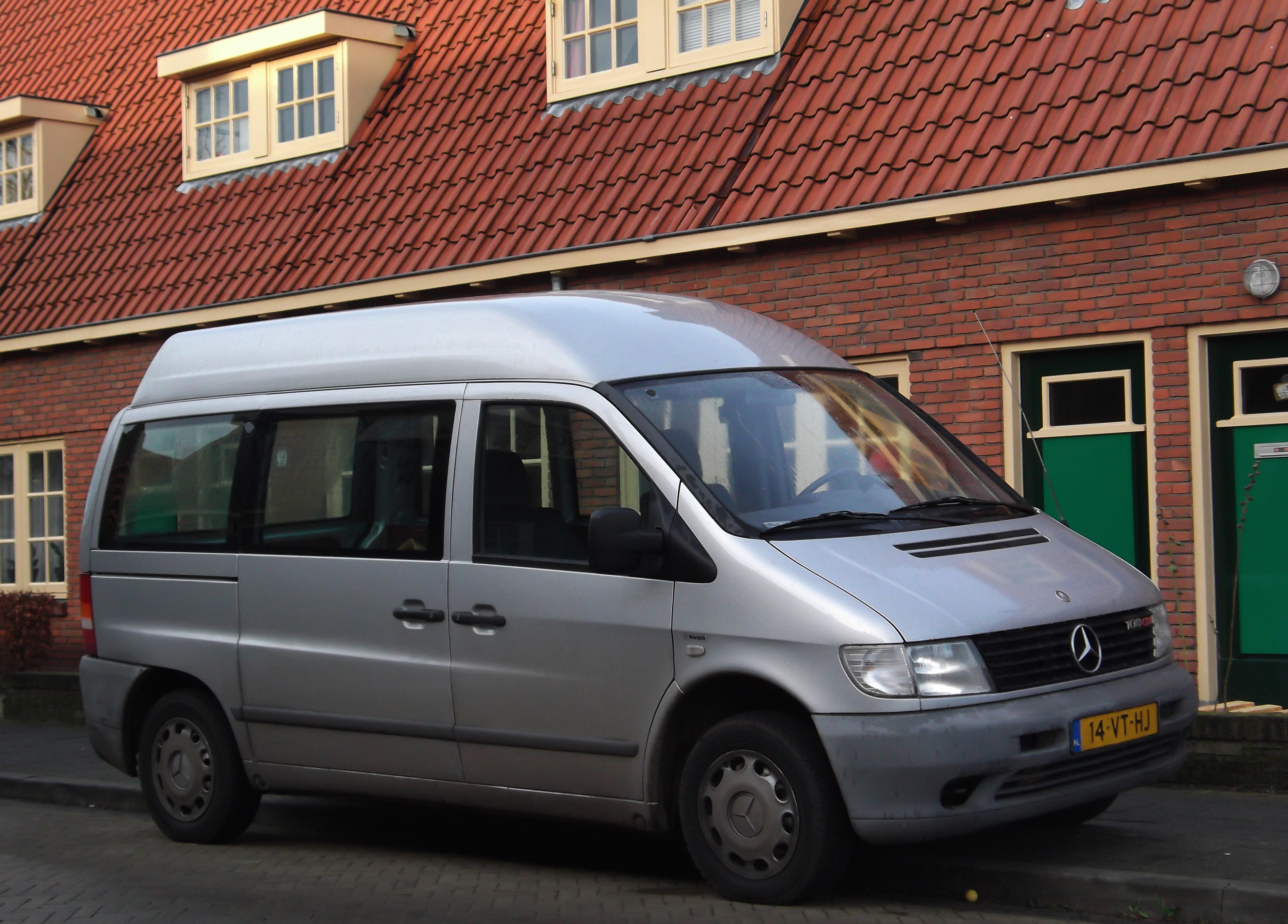
Mercedes-Benz Vito 108 CDI

Прем'єра нового комерційного багатоцільового автомобіля (MPV) від німецької марки Mercedes-Benz відбулася в 1995 на 66-му міжнародному автосалоні в Женеві. Тоді ж у серпні було налагоджено серійне виробництво моделі на заводі у місті Віторія-Гастейс, Іспанія. Модельний ряд серії був кілька дизельних двигунів, позначених як ОM601 і ОМ611, потужністю від 79 (Vito 108 D) до 122 к.с. (Vito 110 D) та бензинових силових агрегатів (113 та 114) з потужністю від 129 до 174 кінських сил. Автомобіль збирався в передньомоторному та передньопривідному компонуванні. Споряджена маса моделі коливалася в діапазоні від 1763 до 2070 кг залежно від модифікації. Vito був представлений із переднім приводом ще до появи A-класу, який дебютував пізніше у 1996 році, що робить Mercedes-Benz W638 першим транспортним засобом компанії Mercedes-Benz із переднім приводом. Для економії місця двигун і трансмісія були встановлені до корпусу за допомогою спеціального підрамника. Щоб гарантувати найвищий рівень стабільності при обладнанні автомобіля розсувними дверима, дизайнери конструкції провели великі комп'ютерні моделювання та оптимізували структуру металевих конструкцій. Крім того, особливу увагу було приділено аеродинамічності автомобіля, завдяки чому коефіцієнт аеродинамічного опору моделі становив 0,34.
На ринку Німеччини серія стала доступною з весни 1996 року. З осені того ж року автомобілі можна було придбати у Великій Британії.
У березні 1996 року Mercedes-Benz W638 завоював почесне звання «Найкращий фургон року». На базі автомобіля створили більш розкішну та легку версію з пневматичною задньою підвіскою (на Vito була доступна лише як опція), яка отримала назву V-клас, а згодом була перейменована на Mercedes-Benz Viano (2003 року). Крім того, на автомобіль встановили покращену шумоізоляцію. Моделі також мали і візуальні відмінності, зокрема вони відрізнялися фарами, радіаторною решіткою, текстурою задніх ліхтарів і зовнішніх дзеркал заднього виду. V-клас також можна було оснастити додатковими аксесуарами, такими як 4-ступінчаста автоматична коробка передач, рейлінги, поворотні сидіння (на 180 градусів) для водія та переднього пасажира, штори для задніх вікон, сенсорне керування, круїз-контроль та розсувні двері на лівій стороні автомобіля.
Загальний попит на автомобілі був досить високий, тому завод у місті Віторія-Гастейс працював у три зміни, починаючи з весни 1997 року, повністю завантажуючи виробничі потужності.
У червні 1997 року модельний ряд серії був доповнений з приходом версії V280, обладнаної шестициліндровим двигуном Volkswagen V6 робочим об'ємом 2,8 літра і характеризується дуже вузьким кутом розташування циліндрів (всього 15°). Потужність силового агрегату складала 174 к.с. Автомобіль з цим двигуном єдиний у лінійці пропонував лише шість посадкових місць замість стандартних восьми. Крім того, транспортний засіб було обладнано 7 Jх16 легкосплавними колісними дисками та 215/60 R 16 H широкими шинами, спеціально розробленими для моделі V280.
Усі представлені тоді двигуни відповідали новітнім європейським стандартам викидів. У бензинових силових агрегатах для зниження викидів застосовувалися триходовий каталітичний нейтралізатор та фільтр з активованим вугіллям. Крім того, компанія Mercedes-Benz розробила систему рециркуляції вихлопних газів та каталізатор окиснення для дизельного двигуна. В результаті турбодизельна модель V230 була класифікована як автомобіль з низькою токсичністю газів, що відпрацювали (93/59/EC, клас I).

### Рестайлінг (1999)

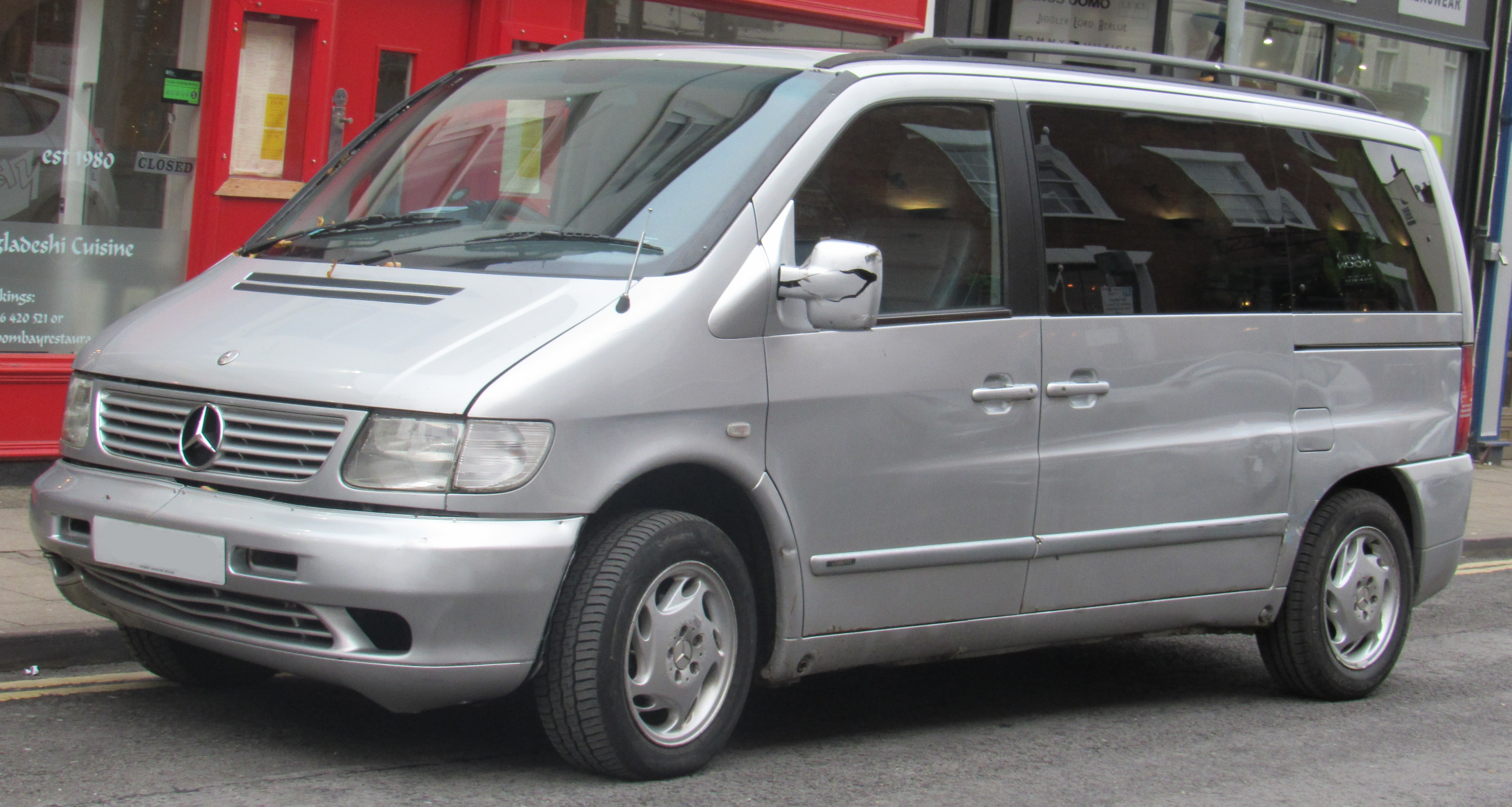
Mercedes-Benz V220 CDi

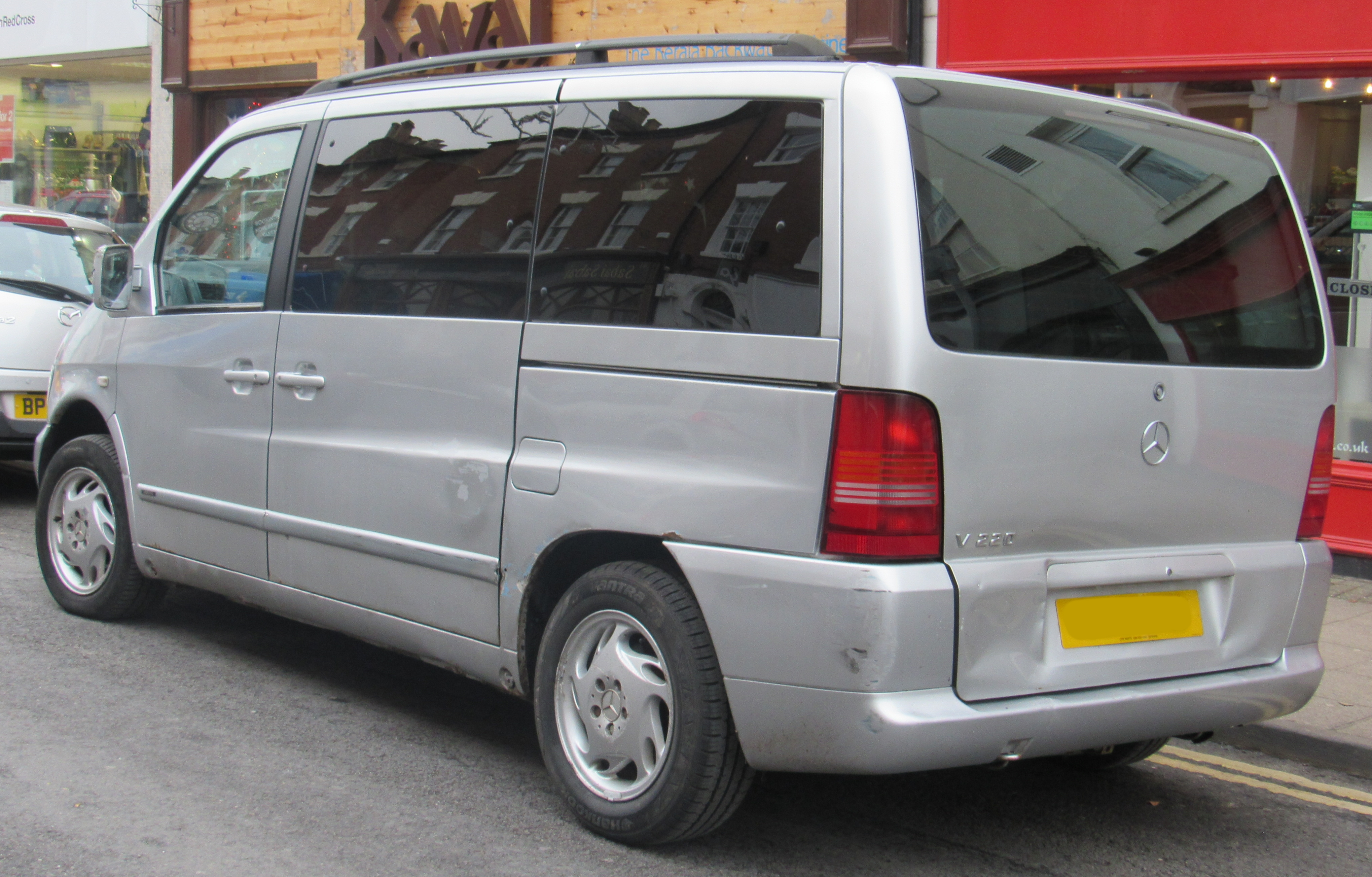
Mercedes-Benz V220 CDi

У березні 1999 року відбувся рестайлінг моделі. Невелику модернізацію зазнали деякі елементи екстер'єру (бічні спідниці, стоп-сигнал, грати радіатора та інші), розширилася колірна гама фарбування кузовів. З'явилися сучасні дизельні моделі CDI із чотирма циліндрами, електронним керуванням двигуном та системою безпосереднього упорскування палива Common Rail, що дозволило збільшити тягу двигунів. Так, наприклад, модель 112 CDI мала максимальний момент, що крутить, в 300 ньютон-метрів в широкому діапазоні оборотів двигуна від 1800 до 2500 оборотів в хвилину. Модернізації зазнали і 4-циліндрові бензинові двигуни V230 і V200, які оснастили системою контролю розподільного валу впускних клапанів газорозподілу, електронним керуванням двигуна через мережу CAN, послідовним упорскуванням бензину та антидетонаційним контролем, який автоматично підлаштовує момент запалення до якості палива. Ці заходи дозволили поліпшити розвиток моменту, що крутить, і підвищити маневреність автомобіля при рушанні з місця. У зв'язку з цим модернізації зазнала також і 4-ступінчаста автоматична коробка передач, яку оснастили програмою динамічного перемикання передач (DSP), що враховує велику кількість факторів при перемиканні передачі (положення педалі газу, завантаженість автомобіля та тягу).
У 2000 році продаж серії досяг рекордних 75 500 одиниць, а в сумі з V-класом склали трохи менше 90 000 одиниць. Різні варіанти фургонів, у тому числі доопрацьовані сторонніми компаніями, застосовувалися багатьма державними та іншими службами, такими як поліція, швидка допомога та інші.
У серпні 2001 року моделі V200 та V280 були зняті з виробництва; компанія пропонувала лише версії V230, V220 CDI та V200 CDI. Серія не досягла великих успіхів із продажу у зв'язку з консервативною клієнтурою, тому керівництво концерну задумалося про перегляд концепції власних мікроавтобусів та мінівенів, а також розширення їх модельного ряду.
У серпні 2003 року виробництво серії W638 було завершено. На зміну їй прийшли автомобілі Mercedes-Benz W639. Загалом за час випуску серії було зібрано близько 560 000 одиниць Vito та автомобілів V-класу.

## Будова автомобіля

### Безпека
Автомобіль оснащувався триточковими ременями безпеки для пасажирів та ременями з переднатягувачами для передніх сидінь, інтегровані з B-стійкою. Ще однією особливістю безпеки було високе положення водія, що збільшувало загальну оглядовість дороги. У стандартній комплектації встановлювалася антиблокувальна система (ABS) та повнорозмірні подушки безпеки водія та переднього пасажира. Геометрія передньої підвіски моделі була розроблена таким чином, щоб зменшити енергію від удару на обох автомобілях, що беруть участь у дорожньо-транспортній пригоді. Варто відзначити, що автомобіль отримав більш короткі зони деформації, ніж у звичайних транспортних засобів, у зв'язку з чим перед інженерами стояло завдання опрацювати передню частину салону та обладнання. Передній привід забезпечував чудове зчеплення та безпечне переміщення завдяки розподілу ваги як 50:50 між передньою та задньою віссю.

### Електроустаткування
До списку електроустаткування, встановленого на автомобілі Mercedes-Benz Vito, входили:
- замок запалювання з електронним транспондером, який активував або дезактивував іммобілайзер;
- система опалення та вентиляції;
- електронна система кондиціювання з повітряним фільтром та системою циркуляції повітря (на замовлення);
- скляний дах над водієм та переднім пасажиром (на замовлення) + скляний люк над задніми пасажирами;
- 12-вольтовий адаптер;
- сейф під сидінням;
- радіо Sound 5000 або Sound 7000 (касетний плеєр, FM/AM та LW приймач, RDS) + 5 динаміків;
- CD-чейнджер (на замовлення).

Після рестайлінгу 1999 року автомобіль отримав нові додаткові технології та обладнання:
- навігаційна система;
- парктронік;
- тоновані стекла в задніх бічних вікнах;
- дзеркала заднього виду, що складаються;
- протиугінна система оповіщення з датчиком нахилу та контролем салону;
- бізнес-консоль з підставкою під ноутбук, телефон, факс та інші інструменти.

### Двигуни

#### Бензинові
| Модель          | Тип        | Об'єм    | Циліндри/Клапани | Потужність при об/хв    | Крутний мемент при об/хв | Роки випуску |
| --------------- | ---------- | -------- | ---------------- | ----------------------- | ------------------------ | ------------ |
| V 200, Vito 113 | M 111 E 20 | 1998 см³ | R4/16            | 95 кВт (129 к.с.)/5100  | 186 Нм /3600–4500        | 1996–2003    |
| V 230, Vito 114 | M 111 E 23 | 2295 см³ | R4/16            | 105 кВт (143 к.с.)/5000 | 215 Нм/3500–4500         | 1996–2003    |
| V 280           | VR6 від VW | 2792 см³ | VR6/12           | 128 кВт (174 к.с.)/6000 | 237 Нм/2800–3200         | 1997–2003    |

#### Дизельні
| Модель                  | Тип                 | Об'єм    | Циліндри/Клапани | Потужність при об/хв   | Крутний момент при об/хв | Роки випуску |
| ----------------------- | ------------------- | -------- | ---------------- | ---------------------- | ------------------------ | ------------ |
| Vito 108 D              | OM 601 D 23         | 2299 см³ | R4/8             | 58 кВт (79 к.с.)/3800  | 152 Нм/2300–3000         | 1996–1999    |
| V 230 TD, Vito 110 D    | OM 601 D 23 LA      | 2299 см³ | R4/8             | 72 кВт (98 к.с.)/3800  | 230 Нм/1700–2400         | 1996–1999    |
| Vito 108 CDI            | OM611 DE 22 LA red  | 2151 см³ | R4/16            | 60 кВт (82 к.с.)/3800  | 200 Нм/1500–2400         | 1999–2003    |
| V 200 CDI, Vito 110 CDI | OM 611 DE 22 LA red | 2151 см³ | R4/16            | 75 кВт (102 к.с.)/3800 | 250 Нм/1600–2400         | 1999–2003    |
| V 220 CDI, Vito 112 CDI | OM 611 DE 22 LA     | 2151 см³ | R4/16            | 90 кВт (122 к.с.)/3800 | 300 Нм/1800–2500         | 1999–2003    |

### Ходова частина

#### Підвіска
Підструктура з днищем, хрестовиною та поздовжніми балками створили міцну основу для кузовної надбудови та використовувалися для кріплення всіх агрегатів та вузлів, таких як задня підвіска, паливний бак, вихлопна система та різні електричні кабелі. У передній частині автомобіля Mercedes-Benz W638 встановлена незалежна підвіска типу МакФерсон з трикутними важелями, в задній — незалежна електронна підвіска з напів-подовжніми важелями та пружинами, яка адаптувала пружини та амортизатори до фактичного навантаження, що сприяло безпеці руху та комфорту час їзди. Унікальність задньої осі полягала в наявності гумового сильфон між діагональними важелями і кузовом, що замінив звичайні сталеві пружини. Ребриста структура днища мала спеціальні монтажні кронштейни, які жорстко тримали пасажирські сидіння на своїх місцях. Двигун та коробка перемикання передач автомобіля були встановлені у поперечній конфігурації.

#### Трансмісія
У стандартній комплектації автомобілі серії W638 оснащувалися 5-ступінчастою механічною коробкою перемикання передач із вбудованим диференціалом (для моделей із 4 циліндрами). Картер коробки, картер зчеплення, підшипник і кришка приводу перемикання передач були зроблені з алюмінію, завдяки чому коробка передач важила всього 46,5 кг. На замовлення була доступна 4-ступінчаста автоматична трансмісія з трьома режимами водіння. Модель V280 оснащувалась 4-ступінчастою автоматичною коробкою передач, яка як і силовий агрегат була розроблена фірмою Volkswagen.

#### Гальмівна система
На всіх колесах автомобіля встановлювалися дискові гальма, у передній частині кузова - вентильовані. У стандартній комплектації серія оснащувалась антиблокувальною системою (ABS) та електронною системою розподілу гальмівних сил (EBD), яка постійно відстежувала швидкість обертання коліс на передній та задній осях під час гальмування. Якщо система передбачала, що автомобіль ризикує піти в занос, вона закривала впускні клапани на обох задніх колесах, запобігаючи збільшення тиску на задній осі.
Як гальмо стоянки застосовувалася ножна педаль.